# Fresenhof (Nienburg/Weser)

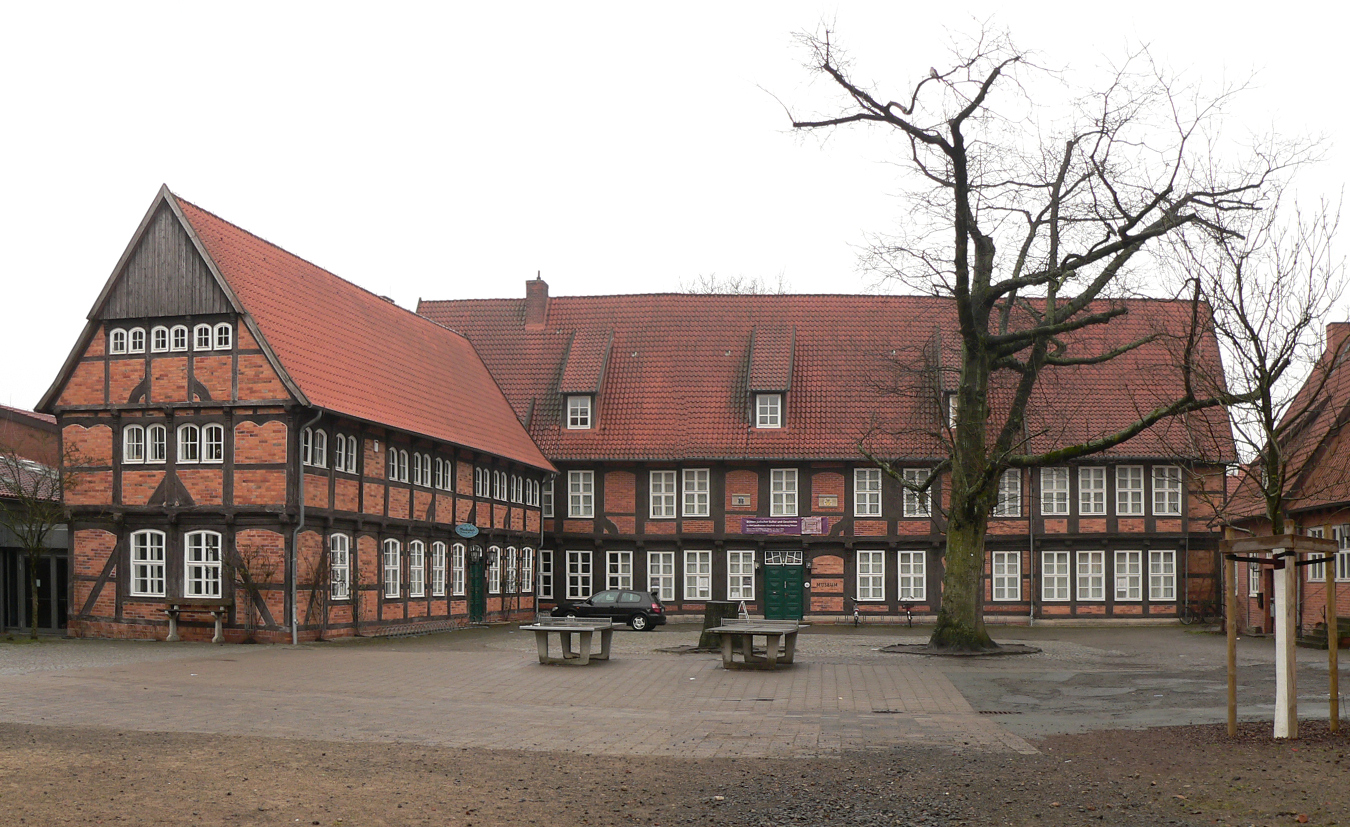
Der dreiflügelige Fresenhof

Der Fresenhof  ist ein früherer Burgmannshof in Nienburg/Weser, der heute als dreiflügliger Gebäudekomplex unter Denkmalschutz steht.

## Beschreibung
Zum Fresenhof im östlichen Bereich der Nienburger Altstadt gehört das Hauptgebäude als  zweigeschossiger gestreckter Gefügebau in Ziegelfachwerk unter einem Satteldach. Rechtwinklig dazu liegt ein kleinerer Gefügebau in gleicher Bauweise. Zum Bauzeitpunkt gibt es unterschiedliche Angaben. Über dem Eingang des Hauptgebäudes steht die Jahreszahl 1585, die auf bauliche Veränderungen zu dieser Zeit hinweist. 1610 soll das Gebäude neu errichtet und 1670 verlängert worden sein. Der rechtwinklig zum Hauptgebäude liegende Klinkerbau stammt aus der Zeit um 1950.

## Geschichte
Die älteste Nachricht über den Fresenhof ist eine Erwähnung im Jahr 1263, als ein Hermann von Bühren Inhaber des Burglehens war. 1485 erlosch mit Heinrich von Bühren die Nienburger Linie des Geschlechts. Nach Arnold Frese ist der Burgmannshof benannt, den er 1485 von Graf Jobst von Hoya als Lehen bekam. Später wechselten die Besitzer und bis 1598 gehörte der Fresenhof der Familie von Bothmer.
1939 kam der Gebäudekomplex an die Stadt Nienburg. Nach dem Zweiten Weltkrieg war darin das Nienburger Arbeitsamt untergebracht und später eine Jugendfreizeiteinrichtung. Nach zwei Bränden stand das Gebäude mehrere Jahre leer. Nach einem Umbau und einer Renovierung wird das Hauptgebäude seit 1985 vom Museum Nienburg genutzt. 2014 folgte eine weitere umfangreiche Modernisierung. In einem Nebenflügel hat eine Musikschule ihren Sitz. In dem Flügel aus den 1950er Jahren befinden sich eine Hausmeisterwohnung und ein Jazzkeller. Der aus den drei Gebäudeflügeln gebildete Hof wird als Schulhof eines benachbarten Gymnasiums genutzt.